# Guadramil
Guadramil es un pueblo portugués situado en la freguesia de Aveleda e Rio de Onor, del municipio de Braganza.

## Geografía
Guadramil es un típico pueblo transmontano del distrito de Braganza, y forma parte del Parque Natural de Montesinho. Uno de los afluentes del río Manzanas, es el río Guadramil que pasa por este pueblo, cruza la frontera hacia Aliste entre las marcas fronterizas 415 y 416 y se une cerca de la localidad de Riomanzanas a dicho río.

## Historia
Existió una ruta de contrabando que unía Linarejos con Guadramil.